# Варенцин
Варенцин (њем. Warrenzin) општина је у њемачкој савезној држави Мекленбург-Западна Померанија. Једно је од 69 општинских средишта округа Демин. Према процјени из 2010. у општини је живјело 426 становника. Посједује регионалну шифру (AGS) 13052085.

## Географски и демографски подаци
Варенцин се налази у савезној држави Мекленбург-Западна Померанија у округу Демин. Општина се налази на надморској висини од 19 метара. Површина општине износи 29,0 km². У самом мјесту је, према процјени из 2010. године, живјело 426 становника. Просјечна густина становништва износи 15 становника/km².